# Brody
Brody (ukrajinsky Броди; polsky Brody; v jidiš בּראָד/ Brod‎; rusky Броды) jsou město v Haliči na západní Ukrajině. Leží ve východním cípu Lvovské oblasti, nedaleko pramene řeky Styr. Žije zde 23 500 obyvatel (2006).

## Historie

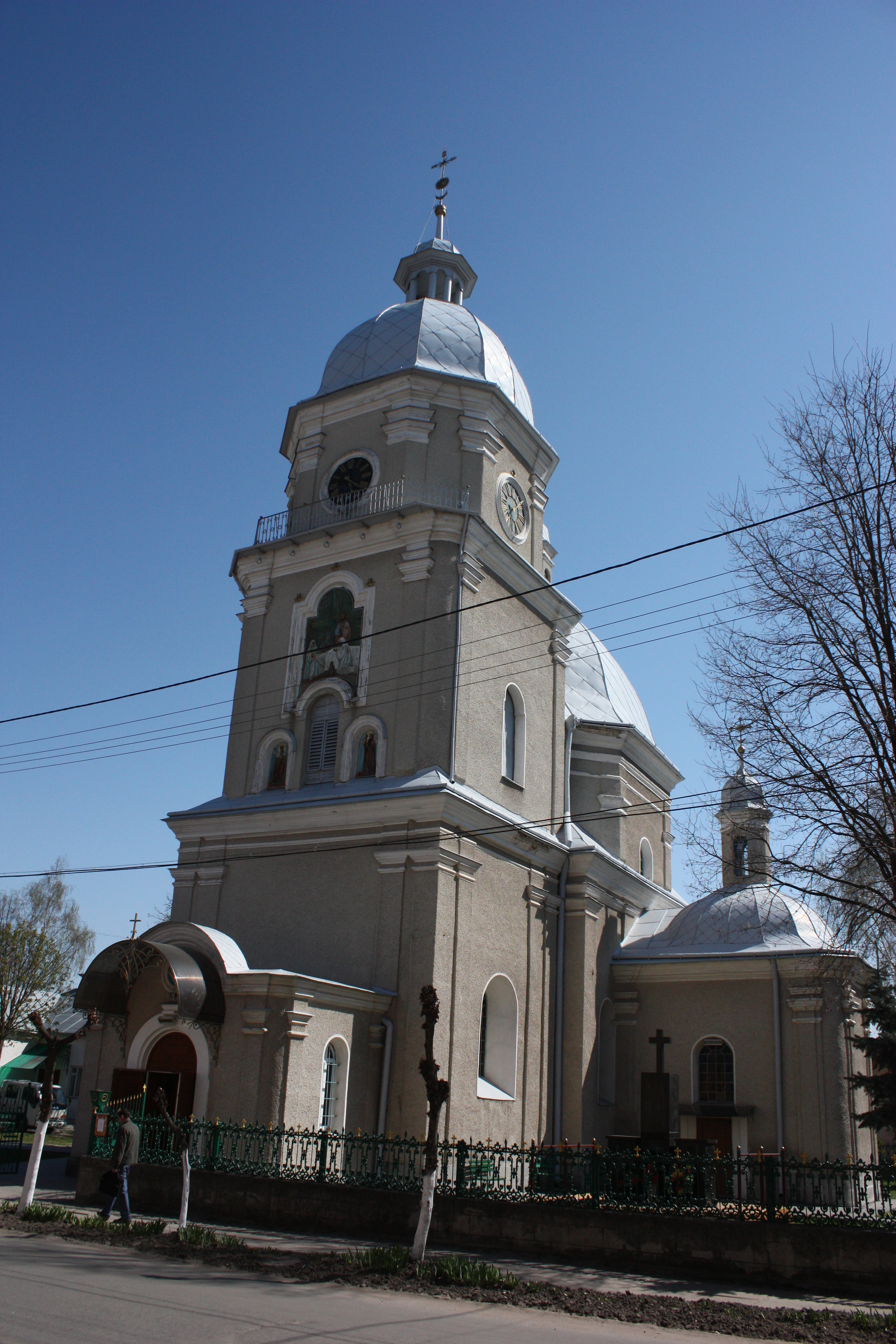
Chrám Narození přesvaté Bohorodice

Brody jsou městem od 22. srpna 1584 roku a v minulosti byly jedním z hlavních center východní Haliče. Když Brody po dělení Polska připadly Rakousku, staly se pohraničním městem, které zajišťovalo obchod mezi Haličí (resp. Habsburskou monarchií) a Ruskem.
Ve stejné době tvořili většinu obyvatelstva tohoto města Židé (roku 1910 tvořili 67,5 % obyvatel), čímž byly Brody nejžidovštějším městem Haliče. Fungovala zde prestižní ješiva, kde studovali mnozí proslulí rabíni (např. Ezechiel Landau) a narodilo se zde mnoho významných osobností, např. matka Sigmunda Freuda či budoucí izraelský politik Dov Sadan). Během druhé světové války však byla místní židovská komunita zcela vyvražděna nacisty.
Ve dvou světových válkách město utrpělo značné škody a ztráty na obyvatelstvu; v červnu 1941 se v okolí města odehrála jedna z největších tankových bitev Velké vlastenecké války – Bitva u Brodů.
Městem prochází hlavní silniční i železniční tah spojující Lvov a Kyjev; kromě toho jsou Brody křižovatkou ropovodů Družba a Oděsa-Brody.

## Foto

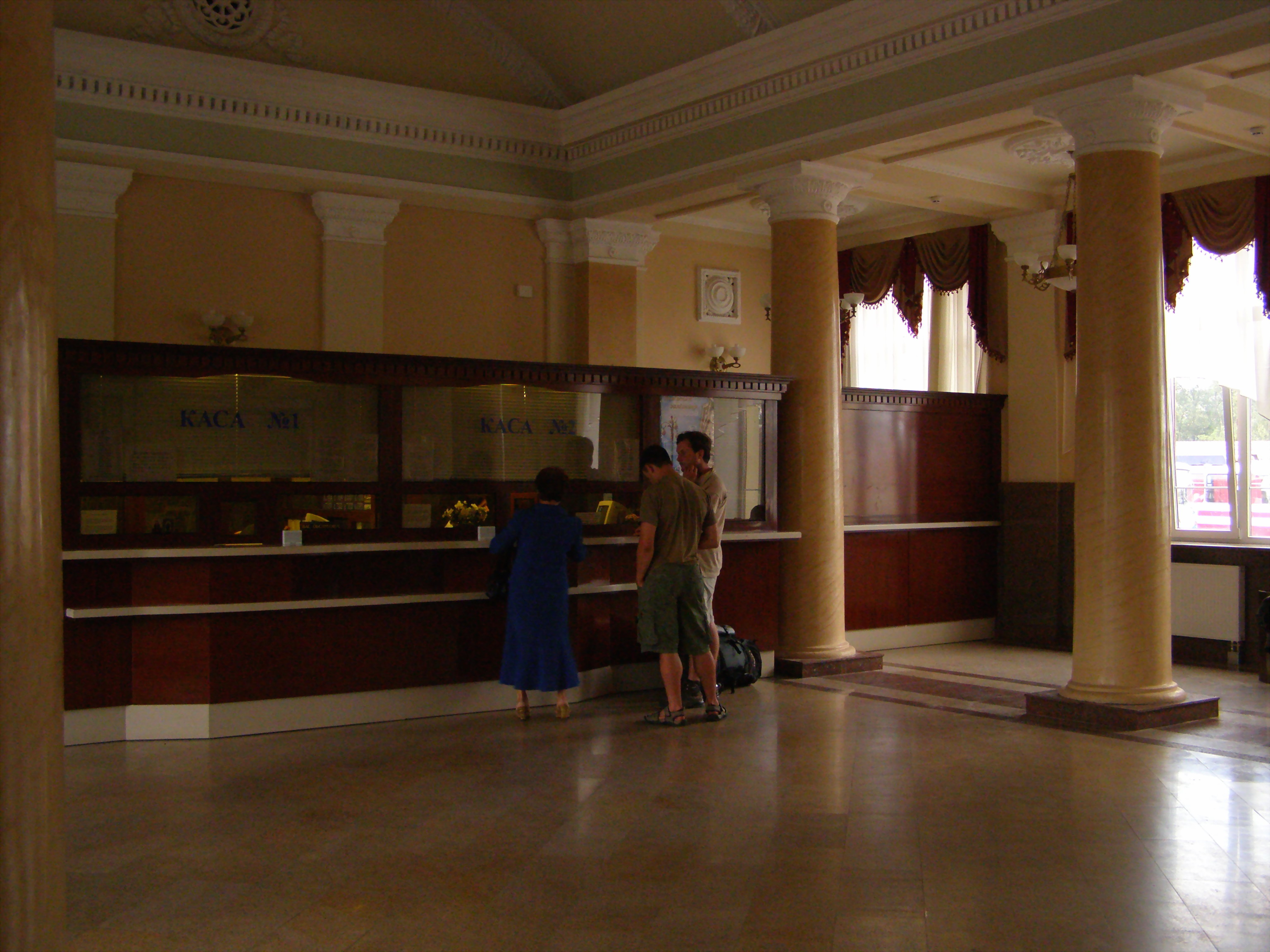
vlakové nádraží
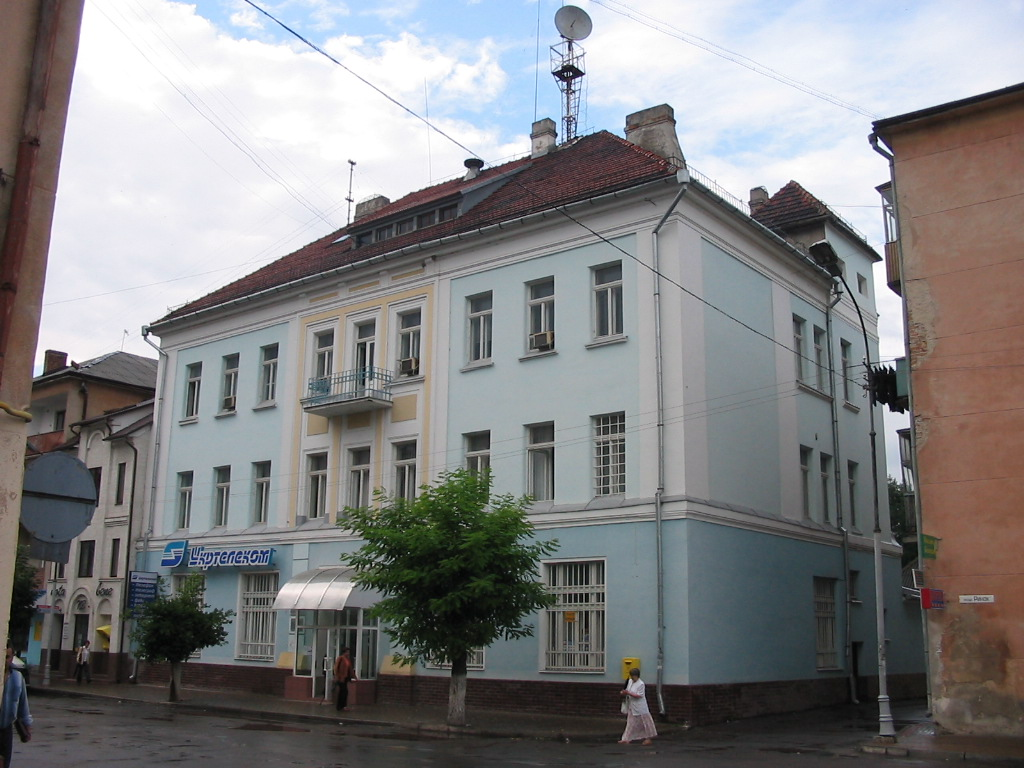
Ukrtelecom
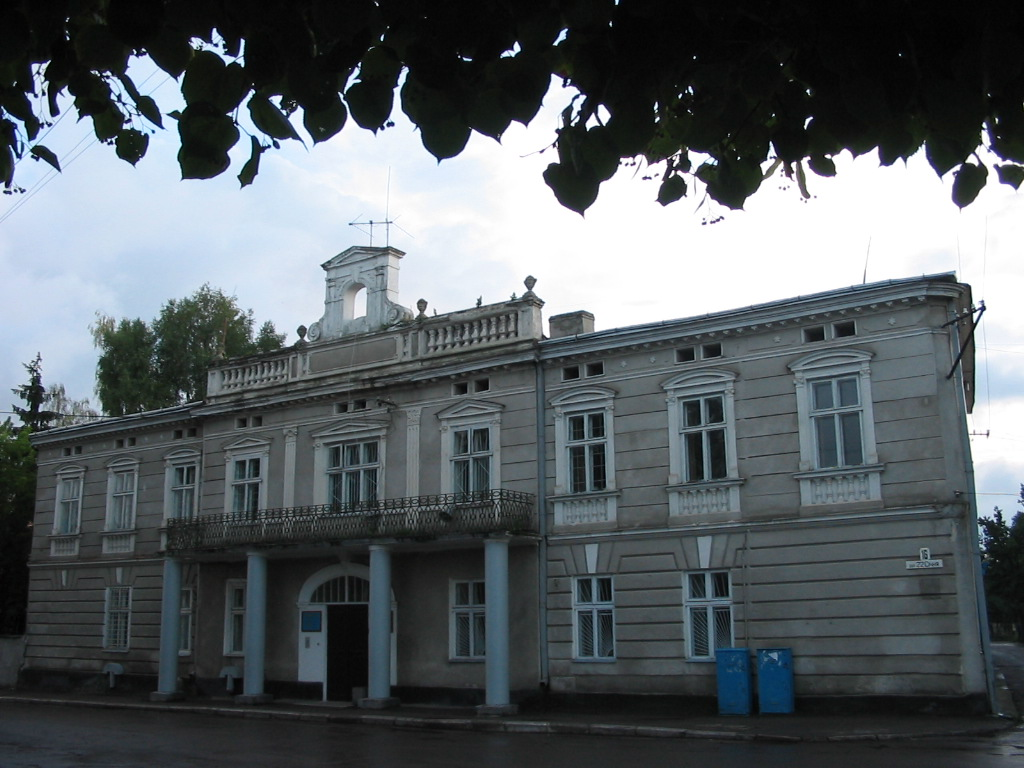
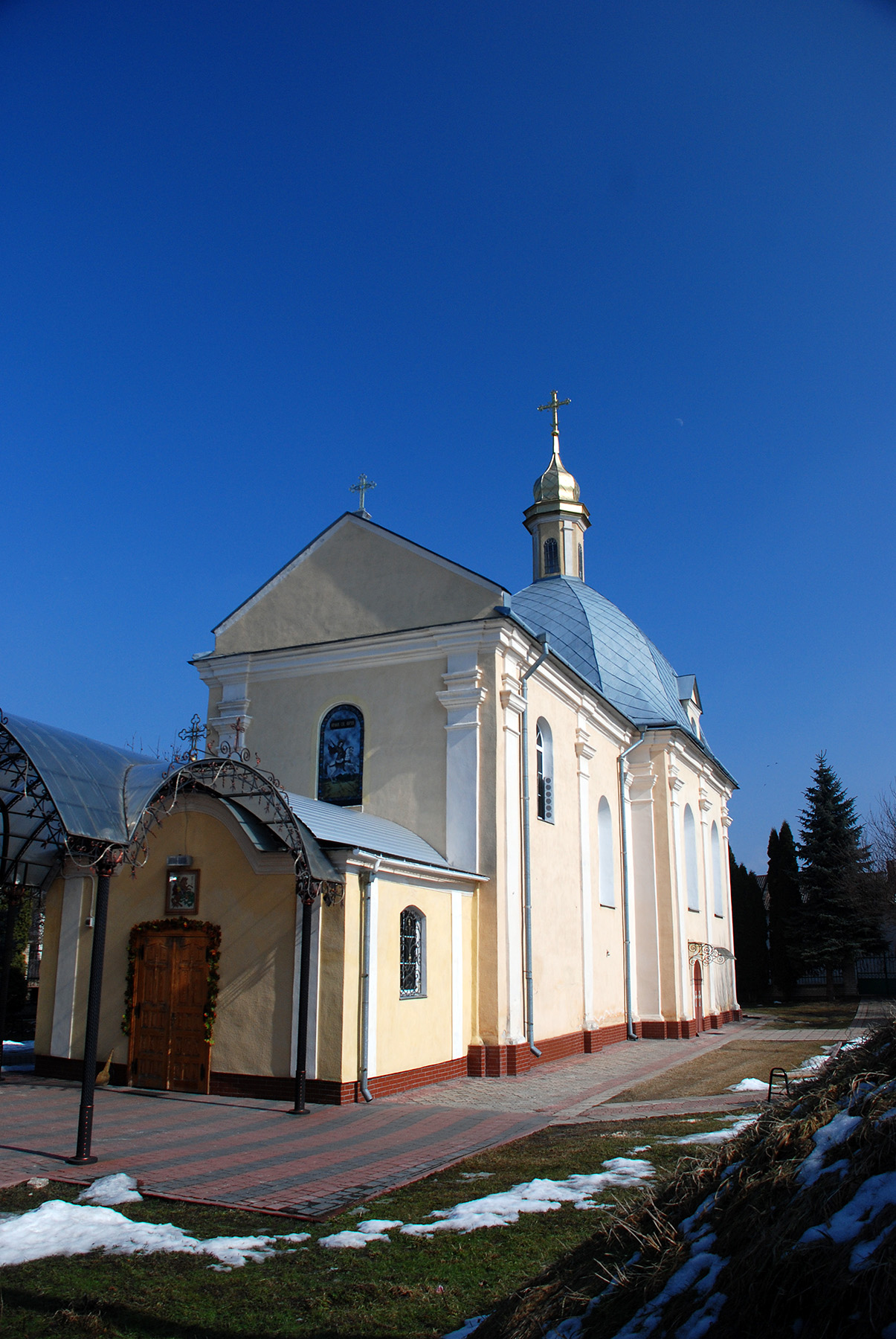
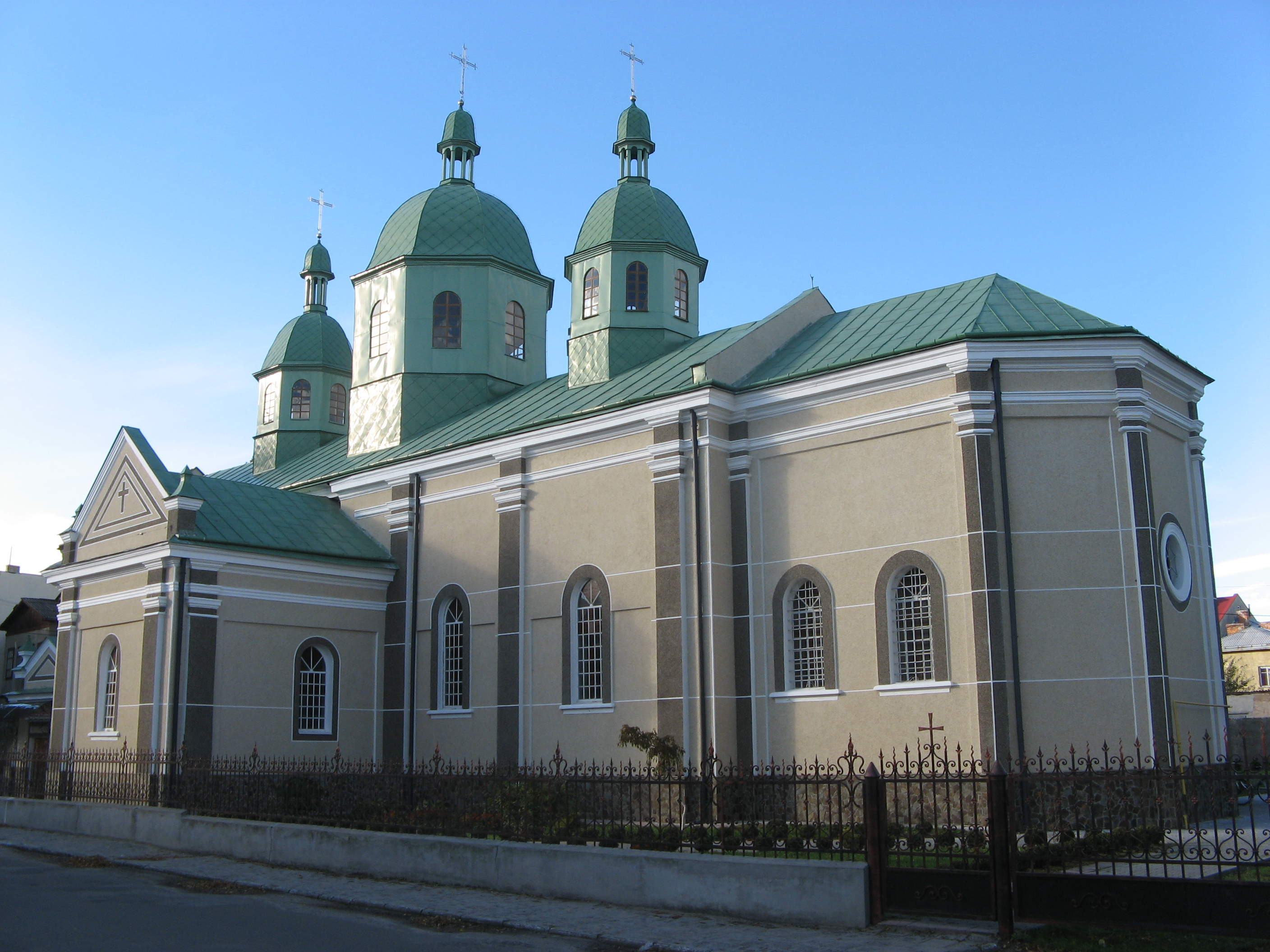
Chrám
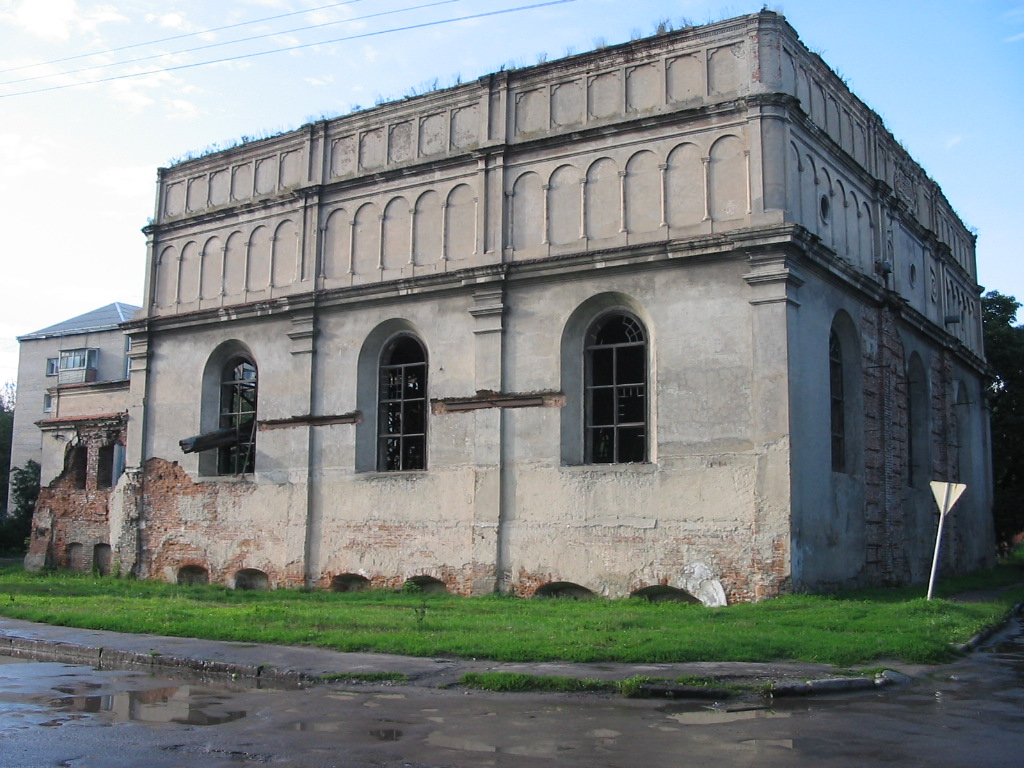
Stará synagoga, zdevastována během holocaustu a následně chátrající během období SSSR, prochází od 90. let 20. stol. postupnou obnovou
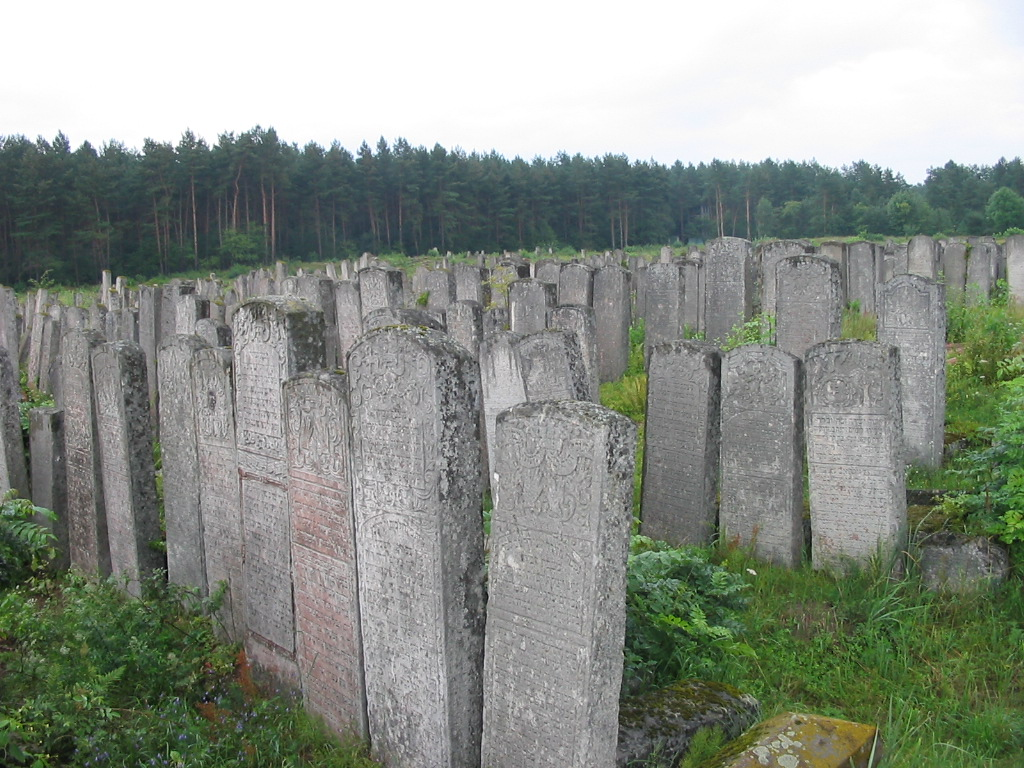
Nový židovský hřbitov v Brodech